# Todo Dia Te Querer
Todo Dia Te Querer (estilizada em letras maiúsculas) é o álbum de estreia da banda brasileira Magníficos. Foi lançado em 1995 de forma independente. Musicalmente, o disco é fortemente inclinado ao forró eletrônico, xote e até axé music; além de misturar elementos de lambada em algumas canções. Todo Dia Te Querer teve sua divulgação pautada principalmente nas emissoras de rádio da Paraíba. O álbum foi comercializado com seu carro-chefe, o single “Amor Pra Sempre”.

## Antecedentes
Na cidade de Monteiro, interior da Paraíba, o sanfoneiro José Inácio da Silva, conhecido como Jotinha, reuniu seus irmãos Josivaldo, Van e Neno e passaram a animar festas em sítios e salões da cidade durante a juventude. No início da década de 1990, ao obter mais recursos, Jotinha contratou a iniciante Walkyria Santos, e seu irmão Neno, para os vocais do que tornou-se a Banda Magníficos, enquanto ele ainda fazia algumas participações, além de tocar sanfona e empresariar a banda. Em 1995, a Banda Magníficos lançou o seu primeiro CD Independente, intitulado “Todo Dia Te Querer”, o qual tinha como carro-chefe a música “Amor Pra Sempre”.

## Música e Letras
Todo Dia Te Querer se inicia com "Libertas Fantasias", que é cantada por Jotinha e Walkyria. A canção tem riffs de percussão que lembram a lambada, porém a base é totalmente de forró eletrônico. A letra fala sobre a liberdade do amor, e não ter medo de amar. O único single do álbum, “Amor Pra Sempre”, tem um forró puro, agitado pela bateria, a sedução de um solo de saxofone, além da união das vozes de Walkyria Santos e os backing vocals no refrão. Fala sobre a vontade do eu lírico de que a sua paixão não seja momentânea, imutável e dure para sempre. "Do Começo Ao Fim", a terceira faixa do álbum, inicia-se com um forte saxofone e, como a anterior, é cantado por Walkyria e backing vocals.  Também traz a ideia de mulher encantada por um grande amor, e a vontade de tê-lo por perto. A faixa-título, "Todo Dia Te Querer", é um xote cadenciado, cantado por Neno; traz o sentimento masculino de se apaixonar, e a busca para obter aquele amor. Também se utiliza de backing vocals. A quinta faixa, “Charme Especial”, volta para o forró mais acelerado, cantado por Walkyria. A letra exalta o amor e seu amado, e a melodia segue a mesma fórmula das canções anteriores cantadas pela artista. “Canção Iluminada (Xote de Encomenda)”, segue o ritmo homônimo, e também é cantada por Neno. Fala sobre o sanfoneiro nordestino e o gosto pelo xote. Menciona, também, o pai do cantor, em: “E o velho Inácio no terreiro, gritando pro sanfoneiro, pedindo pra não parar”. A sétima faixa, “Vou Cumprir O Meu Destino”, cantada por Neno e Walkyria, mescla elementos dos dois últimos ritmos, e trata da vontade do sanfoneiro para vencer na vida com sua música, apoiado por sua companheira. “Coisa e Tal” é a oitava faixa. A canção volta para o xote, acompanhado por backing vocals, e riffs de percussão, que permanecem. Fala sobre a dança com a “morena” no meio de uma festa, e as sensações que o homem e o casal têm nesta situação. “Desabafo Constituinte”, de mais de seis minutos, é a faixa mais longa, profunda e distante do tema central do álbum. Apresenta a guitarra e flauta, além de dar um outro tom à percussão, sem fugir da base tradicional do baião. A canção tem um caráter reflexivo e contraria os princípios religiosos brasileiros. Tematiza sobre as mazelas do nordeste e da nação. Menciona grandes desastres do país da década de 1990, como o Massacre de Haximu, a Chacina da Candelária, além do assassinato da atriz Daniella Perez. Também critica a influência norte-americana no Brasil e os correlaciona aos supostos óvnis vistos no país. A décima faixa, “Forró do Chameguinho”, é um forró pé-de-serra puro, unicamente instrumental, como uma espécie de interlúdio para a parte final do álbum. “Lembrando o São João” é a décima-primeira canção, é um clássico arrasta-pé sobre uma noite junina, com um jam block que dita o ritmo da faixa. A décima-segunda canção, “Vem Ficar Comigo”, com uma sanfona acelerada, continua com a noção do homem apaixonado e sua vontade de ter a amada a seu lado. A penúltima faixa, “Sagrada Sedução”, contraria todo o álbum, tratando-se de axé, com Walkyria claramente inspirada em artistas como Daniela Mercury. Exalta a sensualidade, negritude e os orixás, utilizando-se de palavras em iorubá. O álbum se encerra com “Berço Baiano”, que é uma espécie de versão masculina da faixa anterior. Com o mesmo enfoque nos orixás e na questão sexual e racial. O axé tem riffs de guitarra brutos e a percussão é menos forte nesta canção. Como Walkyria fizera em “Sagrada Sedução”, Neno finaliza gritando a palavra “Swinga!”.

## Capa
A capa tem relativa simplicidade, devido a ser de uma fase inicial da banda. O fundo é uma espécie de aquarela, com tons de roxo, azul, laranja e rosa; além de uma borda branca ao redor. O nome do banda está arqueado, na cor branca, maiúsculo, e no centro da capa. Já o título do álbum está na cor amarela, no topo do disco e também maiúsculo.
A comercialização do álbum teve foco na divulgação radiofônica de seu single “Amor Pra Sempre”, por entre as emissoras paraibanas.

## Lista de faixas
| “Todo Dia Te Querer” |                                        |         |  |
| N.º                  | Título                                 | Duração |  |
| 1.                   | "Libertas Fantasias"                   | 2:55    |  |
| 2.                   | "Amor Pra Sempre"                      | 3:12    |  |
| 3.                   | "Do Começo ao Fim"                     | 3:19    |  |
| 4.                   | "Todo Dia Te Querer"                   | 2:50    |  |
| 5.                   | "Charme Especial"                      | 3:00    |  |
| 6.                   | "Canção Iluminada (Xote de Encomenda)" | 2:40    |  |
| 7.                   | "Vou Cumprir O Meu Destino"            | 3:24    |  |
| 8.                   | "Coisa E Tal"                          | 2:32    |  |
| 9.                   | "Desabafo Constituinte"                | 6:17    |  |
| 10.                  | "Forró do Chameguinho"                 | 2:20    |  |
| 11.                  | "Lembrando O São João"                 | 2:03    |  |
| 12.                  | "Vem Ficar Comigo"                     | 3:23    |  |
| 13.                  | "Sagrada Sedução"                      | 3:27    |  |
| 14.                  | "Berço Baiano"                         | 3:22    |  |
| Duração total:       | Duração total:                         | 42:44   |  |